# Delta (biurowiec)
Delta – postmodernistyczny biurowiec znajdujący się  w Poznaniu u zbiegu ulic Stanisława Matyi i Towarowej, w bezpośrednim sąsiedztwie Parku Marcinkowkiego. Zaprojektowany został przez Ewę Pruszewicz-Sipińską i Stanisława Sipińskiego, jako uzupełnienie reprezentacyjnej zabudowy Ringu Stübbena.
Wysokość obiektu wynosi 43,5 m. Posiada 12 kondygnacji (10 pięter oraz 2 kondygnacje podziemne). Oddany do użytku w 2004 roku, stanowi dominantę architektoniczną wschodniej strony Mostu Dworcowego. Wzniesiony na rzadko spotykanym rzucie trójkąta, składa się z dwóch zasadniczych części. Strefa wejściowa nawiązuje do monumentalnych form Ringu, np. portyku Uniwersytetu Ekonomicznego. Elewacje pokryte piaskowcem, a portyk czerwonym granitem.
Wewnątrz, w holu wejściowym, znajduje się statua z popiersiem Hipolita Cegielskiego.